# Turhan Tezol
Turhan Tezol, né le 9 août 1932, à Istanbul, en Turquie et décédé le 27 avril 2014, à Izmir, en Turquie, est un ancien joueur turc de basket-ball. 